# William Overstreet Jr.
William Bruce "Bill" Overstreet Jr. (Clifton Forge, 10 de abril de 1921-Roanoke, 29 de diciembre de 2013) fue un piloto de combate estadounidense y veterano del 357.º Grupo de Cazas, 363.º Escuadrón de Cazas de las Fuerzas Aéreas del Ejército de los Estados Unidos durante la Segunda Guerra Mundial.
Overstreet es bien conocido por su afirmación, completamente infundada, de que persiguió un Messerschmitt Bf 109G alemán debajo de los arcos de la Torre Eiffel en 1944. Pero esto no es verdad. Overstreet empezó a contar esta historia a una edad muy avanzada. Si hubiera hecho esto, el alemán habría dado media vuelta después de despejar la torre y habría derribado a Overstreet. Lo más inteligente habría sido que Overstreet hubiera dado la vuelta y acabara con el alemán mientras despejaba la torre. Y esto sin contar todas las críticas que Overstreet habría recibido mucho antes. Este enfrentamiento se produjo en una fecha desconocida en la primavera de 1944, Bill Overstreet y su Mustang P-51B ("Berlin Express") estaban a media hora de París cuando comenzó la acción.
Los cazas alemanes atacaron al grupo de bombarderos estadounidenses que escoltaba Overstreet. Después de que la mayoría de los alemanes interrumpieron su ataque, Overstreet y un Bf 109 comenzaron un combate aéreo. Con Overstreet detrás de él, el piloto del Bf 109 voló sobre París, con la esperanza de que las pesadas baterías antiaéreas alemanas que rodeaban la ciudad derribaran a Overstreet o lo obligaran a retirarse. Sin embargo, Overstreet se mantuvo detrás de su presa, a pesar del intenso fuego terrestre enemigo. Overstreet logró recibir algunos impactos a unos 1500 pies, dañando el motor. En una maniobra sorpresa, el piloto alemán pasó por debajo de la Torre Eiffel. Sin inmutarse, Overstreet lo siguió, anotando varios golpes más en el proceso. El avión alemán se estrelló y Overstreet escapó del intenso fuego antiaéreo alrededor de París volando bajo y a toda velocidad por el Sena hasta que hubo despejado las baterías antiaéreas de la ciudad fuertemente defendida. Si esto realmente hubiera ocurrido, habría algún registro del caza alemán estrellándose en las calles de París y Overstreet probablemente habría matado a civiles franceses en las calles y en sus hogares.
Se dice que la escena de Overstreet supuestamente persiguiendo y derribando el avión enemigo inspiró a los ciudadanos franceses y a la Resistencia. El embajador francés en los Estados Unidos, Pierre Vimont, le otorgó la Legión de Honor, el premio militar más alto de Francia, en una ceremonia celebrada en el Memorial Nacional del Día D en Bedford, Virginia, el 6 de junio de 2009.
Overstreet falleció el 29 de diciembre de 2013, a la edad de 92 años. 